# روزماري أميس
روزماري أميس (بالإنجليزية: Rosemary Ames)‏ هي ممثلة أمريكية، ولدت في 11 ديسمبر 1906 في إيفانستون في الولايات المتحدة، وتوفيت في 15 أبريل 1988 في تروث أور كونسكيونسيس في الولايات المتحدة.

## وصلات خارجية
- روزماري أميس على موقع IMDb (الإنجليزية)
- روزماري أميس على موقع أول موفي (الإنجليزية)
- روزماري أميس على موقع قاعدة بيانات الفيلم (الإنجليزية)